# Estaràs (Lleida)
Estaràs ist eine spanische Gemeinde (municipio) mit 162 Einwohnern (Stand: 2024) im Zentrum Kataloniens. Neben dem namensgebenden Ort Estaràs gehören die Ortschaften Alta-Riba, Ferran, Gàver, Malacara und Vergós Guerrejat zur Gemeinde.

## Geographie
Estaràs liegt etwa 78 Kilometer ostnordöstlich von Lleida und etwa 80 Kilometer nordwestlich von Barcelona in einer Höhe von ca. 595 m. 

## Einwohnerentwicklung
| 1970 | 1981 | 1991 | 2001 | 2011 | 2021 |
| ---- | ---- | ---- | ---- | ---- | ---- |
| 231  | 225  | 167  | 190  | 170  | 172  |

## Sehenswürdigkeiten
- Burganlage von Alta-Riba
- Burganlage von Mejanell
- Burganlage von Vergós Guerrejat
- Georgskirche in Alta-Riba
- Julianuskirche in Estaràs
- Jakobskirche von Ferran
- Marienkirche von Gàver
- Magdalenenkirche in Vergós Guerrejat

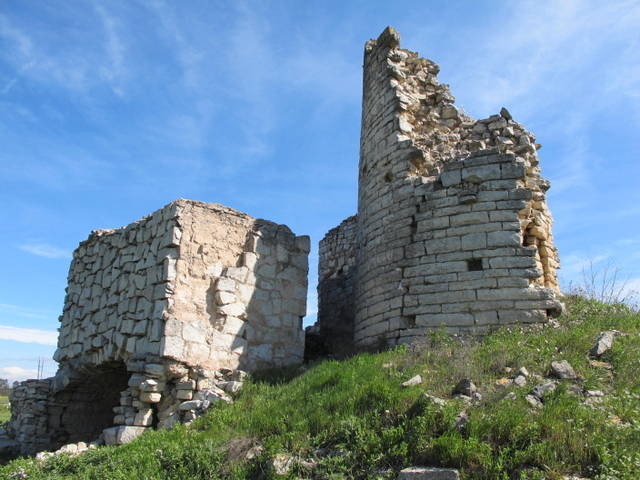
Burganlage von Alta-Riba
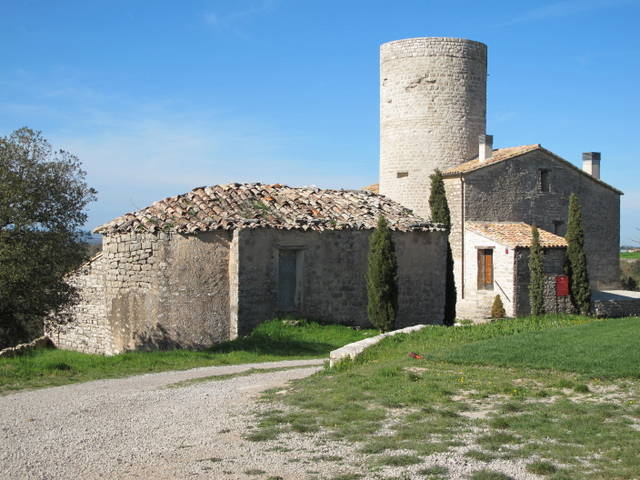
Burganlage von Mejanell
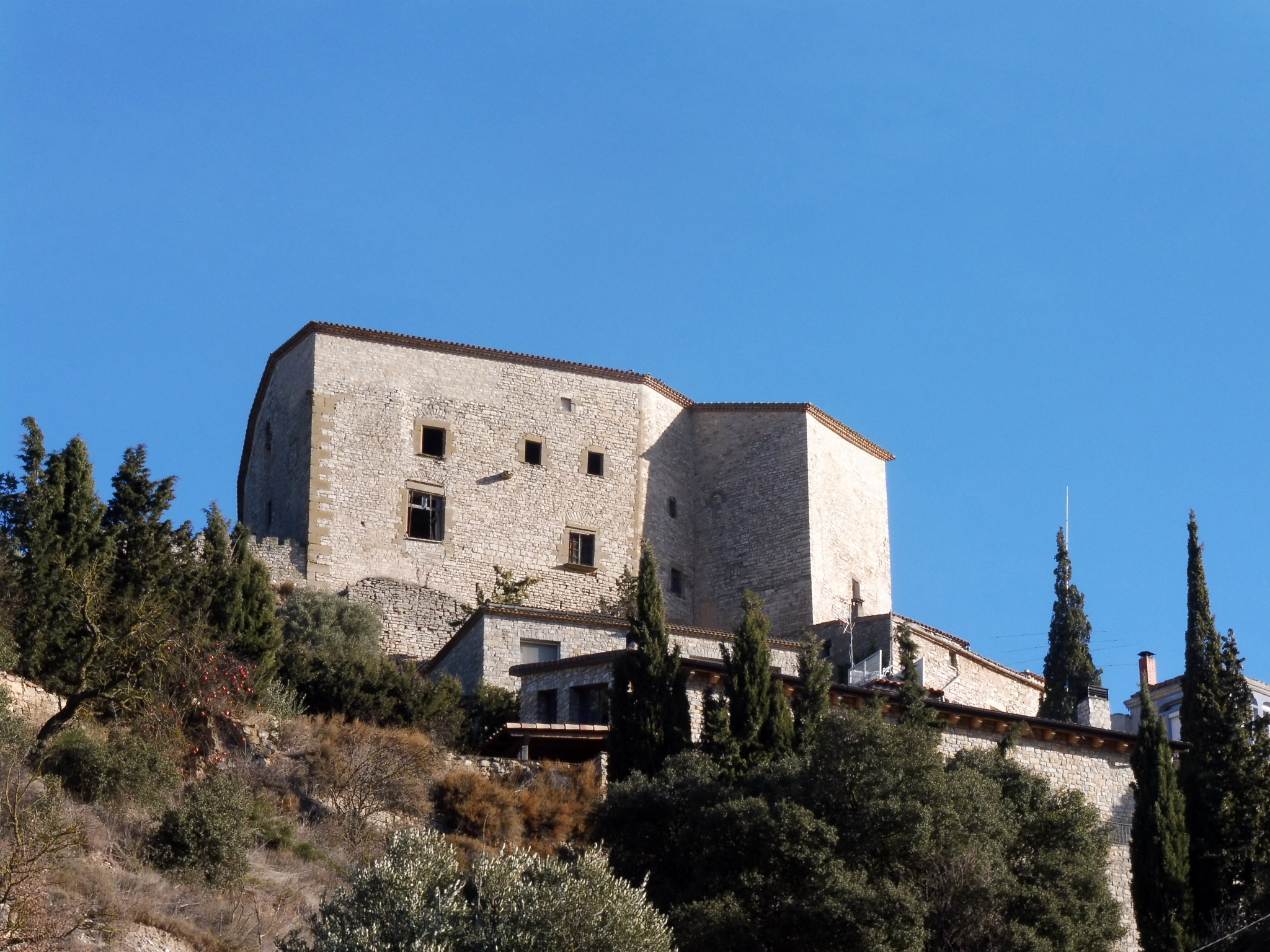
Burganlage von Vergós Guerrejat
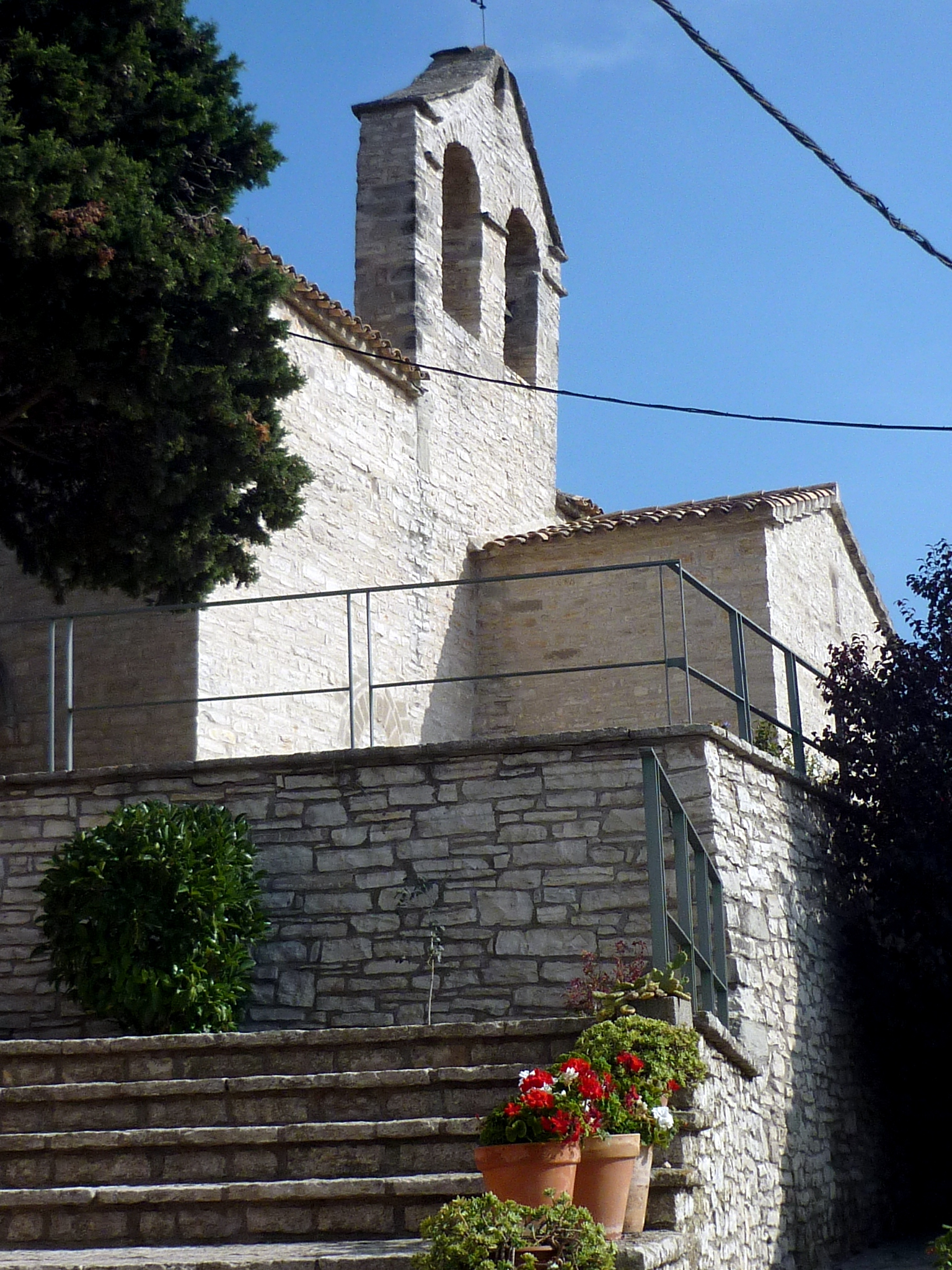
Julianuskirche
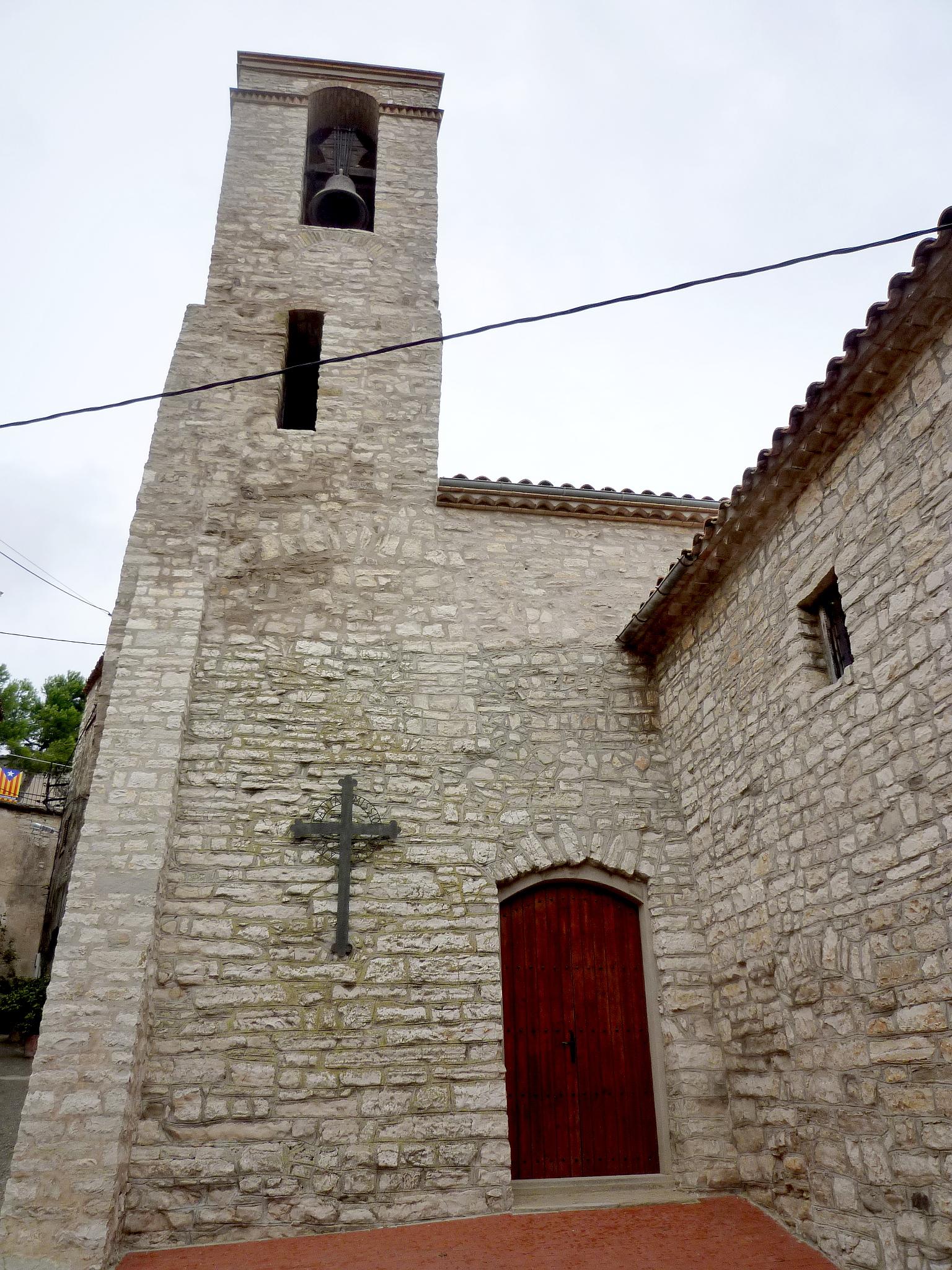
Jakobskirche
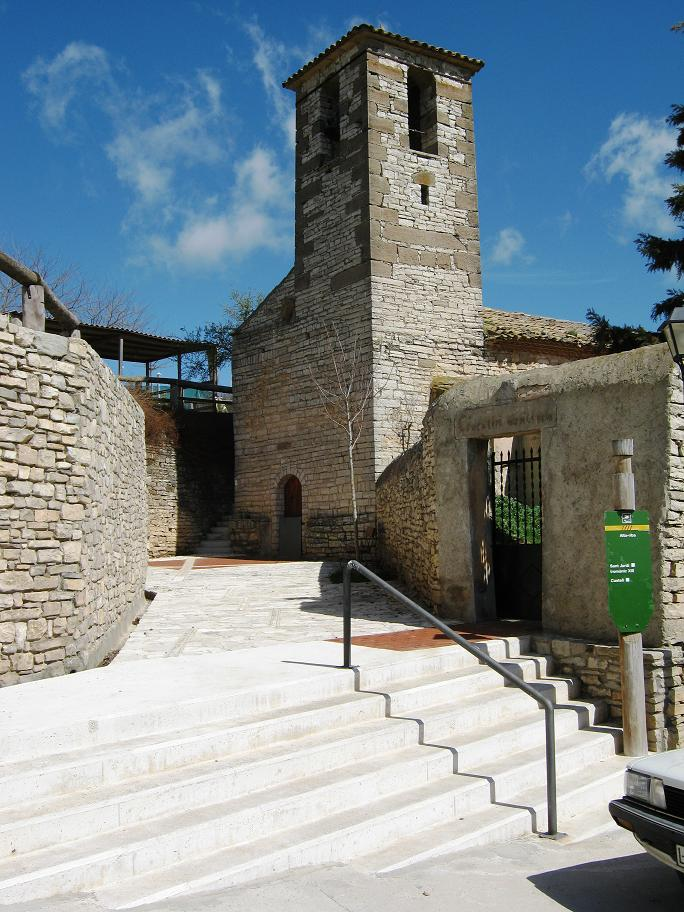
Georgskirche
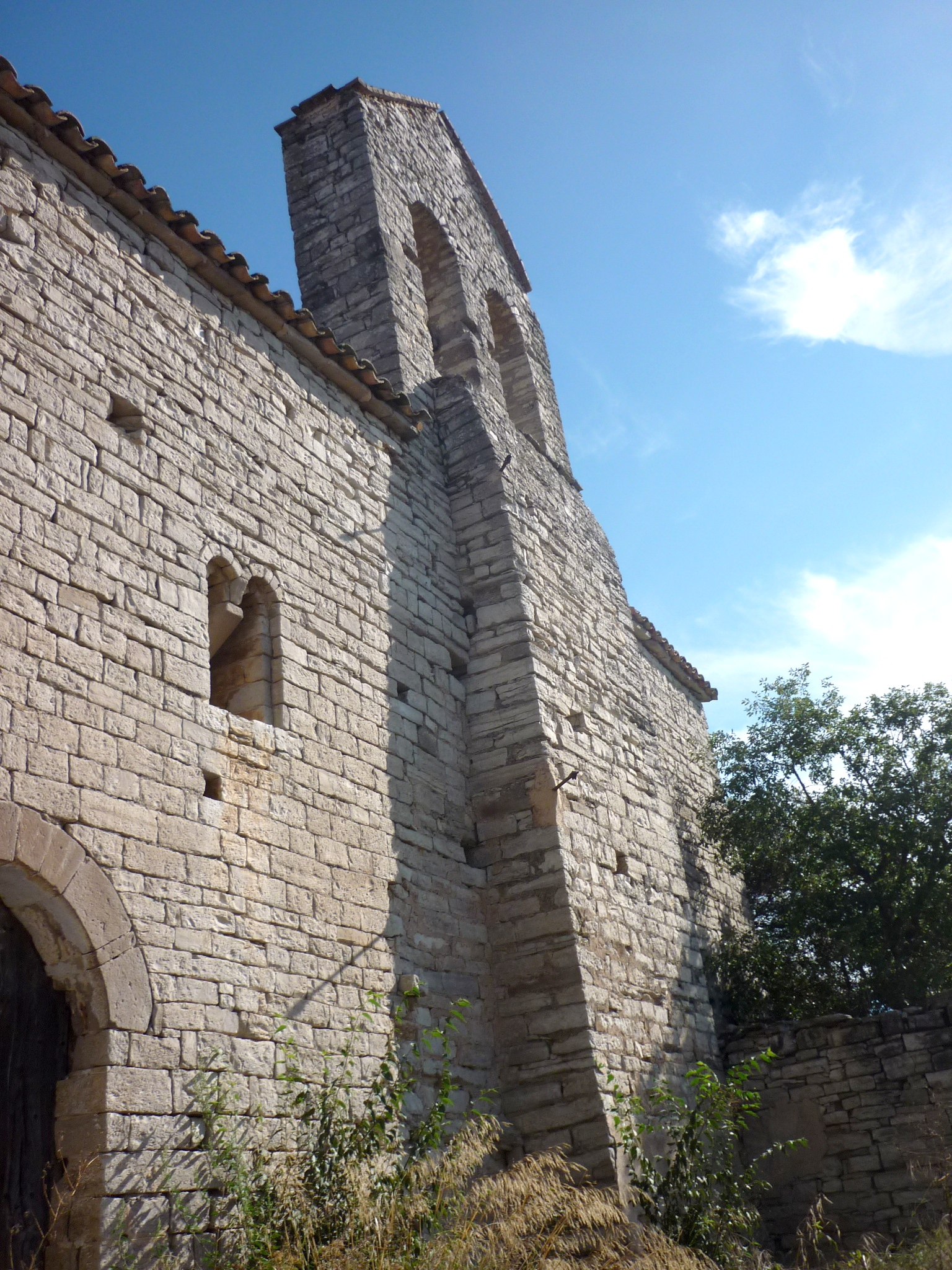
Marienkirche
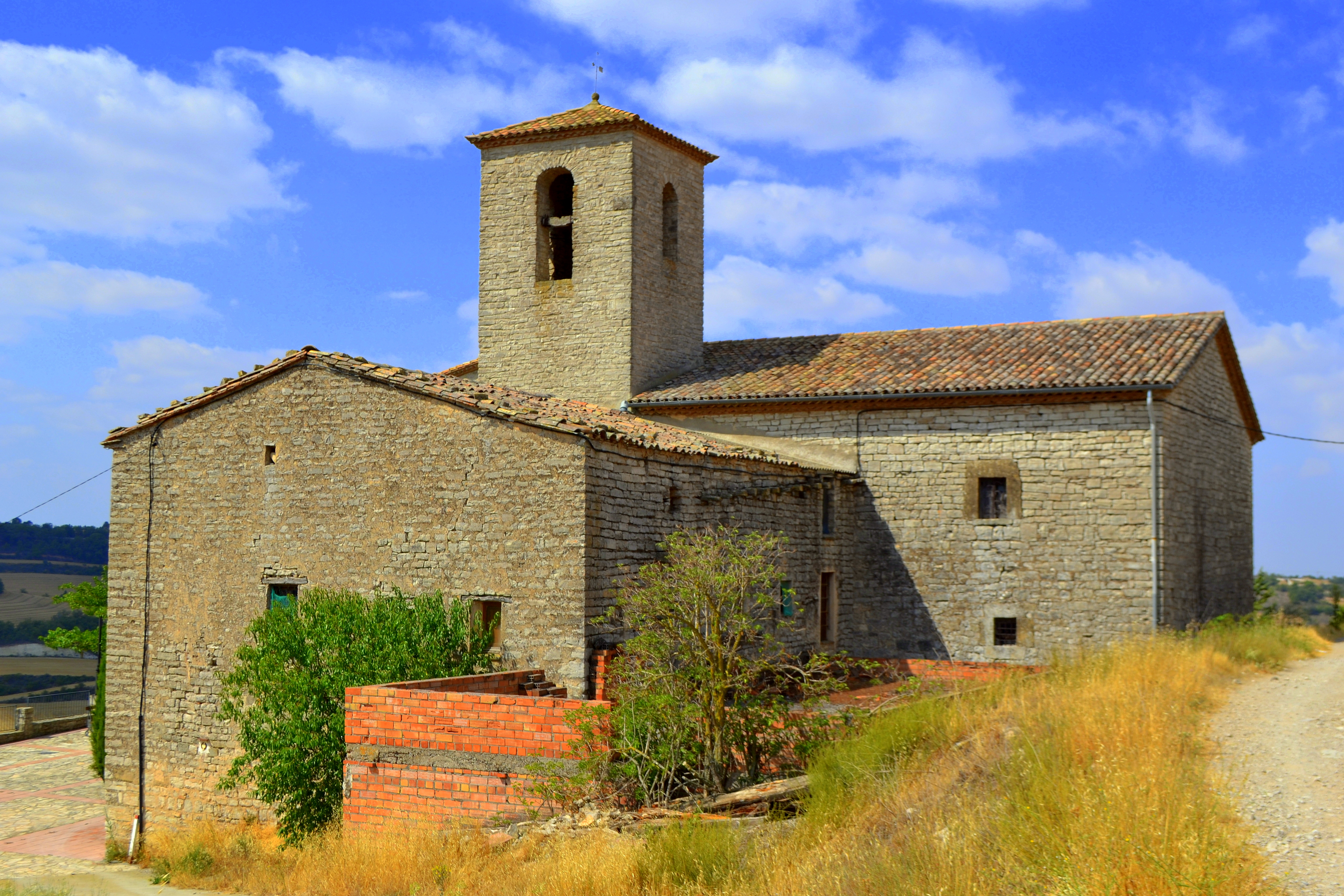
Magdalenenkirche